# Röntgenita-(Ce)
La röntgenita-(Ce) és un mineral de la classe dels carbonats. Rep el seu nom de Wilhelm Conrad Röntgen (1845-1923), físic alemany guanyador del premi Nobel l'any 1901.

## Característiques
La röntgenita-(Ce) és un carbonat de fórmula química Ca₂(Ce,La)₃(CO₃)₅F₃. Va ser aprovada com a espècie vàlida per l'Associació Mineralògica Internacional l'any 1987. Cristal·litza en el sistema trigonal. Els cristalls són hexagonals, amb {1011}, {0112}, {1120} i un petit (0001) estriats horitzontalment, d'aproximadament 3 mm; comunament fent intercreixements amb bastnäsita-(Ce), sinquisita-(Ce), parisita-(Ce) i cordilita-(Ce). La seva duresa a l'escala de Mohs és 4,5.
Segons la classificació de Nickel-Strunz, la röntgenita-(Ce) pertany a «05.BD: Carbonats amb anions addicionals, sense H₂O, amb elements de terres rares (REE)» juntament amb els següents minerals: cordilita-(Ce), lukechangita-(Ce), zhonghuacerita-(Ce), kukharenkoïta-(Ce), kukharenkoïta-(La), cebaïta-(Ce), cebaïta-(Nd), arisita-(Ce), arisita-(La), bastnäsita-(Ce), bastnäsita-(La), bastnäsita-(Y), hidroxilbastnäsita-(Ce), hidroxilbastnäsita-(Nd), hidroxilbastnäsita-(La), parisita-(Ce), parisita-(Nd), sinquisita-(Ce), sinquisita-(Nd), sinquisita-(Y), thorbastnäsita, bastnäsita-(Nd), horvathita-(Y), qaqarssukita-(Ce) i huanghoïta-(Ce).

## Formació i jaciments
Es tracta d'un mineral rar que es forma en l'última etapa hidrotermal en pegmatites de granit, o en pegmatites d'ortoclasa alcalina. Va ser descoberta a la pegmatita de Narsaarsuk, a l'altiplà de Narsaarsuk, a Igaliku (Groenlàndia).